# Литл Джо-5A
Литл Джо-5A — суборбитальный беспилотный полёт корабля на ракете-носителе США Литл Джо-1 по программе Меркурий в рамках испытания Системы Аварийного Спасения (САС).

## Старт
Старт был дан 18 марта 1961 года, на острове Валлопс, Вирджиния. Миссия использовала построенный космический корабль Меркурий № 14 на небольшой ракете-носителе Литл Джо. Это был повтор неудавшегося полета Литл Джо-5. Тогда на Литл Джо-5 случился отказ и маленький запал САС капсулы сработал преждевременно да и корабль не отделился от РН, скорость увеличилась незначительно. В этом полете дали специальную команду на отделение капсулы (с башней спасения) от ракеты-носителя. Это позволило тормозному и главному парашютам раскрыться, и капсула приземлилась с незначительными повреждениями. Она снова использовалось в следующем старте — Литл Джо-5B, полёт с третьей попытки достиг цели. «Литл Джо-5A» поднялся в апогее на 12 км и улетел на расстояние 29 км. Миссия продлилась 5 минут 25 секунд. Максимальная скорость составила 2 869 км/ч, а ускорение было 8 G (78 м/с ²). Космический корабль Меркурий № 14 используемый в полете Литл Джо-5A, в настоящее время экспонируется в Космическом центре в Хамптоне (штат Виргиния).